# Amethystrennvogel
Der Amethystrennvogel (Rhinoptilus chalcopterus) ist eine Limikolenart, die zur Familie der Brachschwalbenartigen (Glareolidae) gehört.
Er kommt in Subsahara-Afrika vor.
Der Lebensraum umfasst trockene buschbestandene, bewaldete, bevorzugt kürzlich abgebrannte Flächen unterhalb von 2200 m Höhe. Der Vogel ist nachtaktiv und kann häufig auf Straßen und Wegen gesehen werden.
Der Artzusatz kommt von altgriechisch χαλκός khalkós, deutsch ‚Kupfer‘ und altgriechisch πτέρυξ pteryx, deutsch ‚Flügel‘.

## Merkmale
Dieser Vogel ist 25 bis 29 cm groß, wiegt zwischen 91 und 220 g und ist damit der größte der Rennvögel. Er erinnert an den Kronenkiebitz (Vanellus coronatus), hat aber ein kennzeichnendes Gesichtsmuster mit großen dunklen Augen, purpurrotem Augenring, schwarzem Augenstrich, weißem Überaugen- und Hinteraugenstreif, bronzefarbene Ohrdecken und Scheitel mit weißer Stirn. Dazu zwei Brustbänder, das obere breit und weiß, das untere schmal und schwarz. Oberhalb dieser Bänder zieht sich ein kupferfarbenes breites Band von Hals und Brust bis zum Nacken. Der Schnabel ist dunkel mit rötlicher Basis am Unterschnabel. Die mattroten Beine sind charakteristisch. Die Unterseite ist blass gefärbt. Im Fluge fällt ein breites schräg verlaufendes weißes Band auf der Flügelunterseite auf, cremefarbene Flügeldecken, schwarze Handschwingen und ein schwarzer Flügelrand. Die weiße Schwanzoberseite und Flügelbänder kontrastieren mit der dunklen Oberseite. Jungvögel haben rotbraune Federspitzen auf der Oberseite.
Die Art ist monotypisch.

## Stimme
Der meist nachts zu hörende Ruf wird als klagend, trielartig „w’yo yor wee waah“ oder „ji-ku-it“, auch als klingendes „ki-kooi“ beschrieben, im Fluge als „gror-raang“.

## Lebensweise
Der nachtaktive Vogel ruht tagsüber unter Büschen. Die Nahrung besteht wahrscheinlich ausschließlich aus Insekten. Die Brutzeit liegt im Februar in Gambia, zwischen Februar und März in Nigeria und Uganda, in Ostafrika abhängig von der Regenzeit zwischen Juli und Dezember. Die Art ist einzelgängerisch und monogam. Das Gelege besteht aus 2 bis 3 gelblichen gepunkteten Eiern, die direkt auf nacktem Untergrund gelegt und über 25 bis 27 Tage von beiden Elternvögeln ausgebrütet werden. Auch die Aufzucht der Küken erfolgt durch beide Altvögel.

## Gefährdungssituation
Die Art gilt als nicht gefährdet (Least Concern).